# سیگار کشیدن ممنوع (فیلم)
سیگار کشیدن ممنوع است (به هندی: No Smoking) فیلمی محصول سال ۲۰۰۷ و به کارگردانی آنورانگ کاشیاپ است. در این فیلم بازیگرانی همچون جان آبراهام، آیشا تاکیا، پارش راوال، رانویر شوری، جس رانداوا، بیپاشا باسو، آنورانگ کاشیاپ ایفای نقش کرده‌اند. این فیلم به دلیل داستان سیاه و غیرمعمول خود که شامل عناصر سوررئالیسم ، فانتزی ، رویا ، واقعیت وحشت و طنز تاریک است ، منتقدان و تماشاگران سینما را متحیر کرد. تماشاگران هندی با آن مخالفت کردند، زیرا غیر متعارف، ادعایی بود و آنها هرگز چیزی شبیه به این فیلم را در هندوستان ندیده بودند.